# Giro dell'Umbria 1991
Il Giro dell'Umbria 1991, cinquantesima ed ultima edizione della corsa, si svolse il 7 agosto 1991 su un percorso di 207 km. La vittoria fu appannaggio dell'italiano Edoardo Rocchi, che completò il percorso in 5h26'12", precedendo i connazionali Michele Moro e Massimiliano Lelli.

## Ordine d'arrivo (Top 10)
| Pos. | Corridore          | Squadra                   | Tempo    |
| ---- | ------------------ | ------------------------- | -------- |
| 1    | Edoardo Rocchi     | Jolly Componibili-Club 88 | 5h26'12" |
| 2    | Michele Moro       | Italbonifica-Navigare     | a 1'05"  |
| 3    | Massimiliano Lelli | Ariostea                  | a 1'12"  |
| 4    | Flavio Giupponi    | Carrera-Vagabond          | ?        |
| 5    | Edward Salas       | Amore & Vita-Fanini       | ?        |
| 6    | Gianni Faresin     | ZG Mobili-Selle Italia    | ?        |
| 7    | Gianluca Tonetti   | ZG Mobili-Selle Italia    | ?        |
| 8    | Luigi Furlan       | Helvetia-La Suisse        | ?        |
| 9    | Enrico Zaina       | Carrera-Vagabond          | ?        |
| 10   | Stefano Giraldi    | Amore & Vita-Fanini       | ?        |